# Campos Challenger 1989
Il Campos Challenger 1989 è stato un torneo di tennis facente parte della categoria ATP Challenger Series nell'ambito dell'ATP Challenger Series 1989. Il torneo si è giocato a Campos do Jordão in Brasile dal 24 al 31 luglio 1989 su campi in cemento.

## Vincitori

### Singolare
Mario Tabares ha battuto in finale  Danilo Marcelino con il punteggio di 7–6, 6–4

### Doppio
Nelson Aerts /  Fernando Roese hanno battuto in finale  Stefan Dallwitz /  Daniel Orsanic con il punteggio di 6–3, 7–6